# Институт геологии КарНЦ РАН
Институт геологии Карельского научного центра РАН (ИГ КарНЦ РАН) — самостоятельное структурное подразделение в составе Карельского научного центра Российской Академии наук (г. Петрозаводск).
Полное наименование — Федеральное государственное бюджетное учреждение науки Институт геологии КарНЦ РАН. Руководство научно-организационной деятельностью Института геологии осуществляет Отделение наук о Земле РАН.

## История
Институт геологии был организован 18 мая 1961 года на базе существовавших со дня основания Карельского научного центра отделов петрографии и минералогии и региональной геологии. Организатором и первым директором Института стал профессор Пётр Алексеевич Борисов. В разные годы институт возглавляли: К. О. Кратц (1962—1966), В. А. Соколов (1966—1976, 1984—1986), М. М. Стенарь (1976—1984), С. И. Рыбаков (1986—2000), К. И. Хейсканен (2000—2001), В. В. Щипцов (2002—2016). С 2017 года директором института является Сергей Анатольевич Светов.
Первоначально Институт геологии располагался в здании научного центра на проспекте Урицкого, в 1967 году институт переехал в здание на Пушкинской улице.

## Деятельность
Основными направления научных исследований Института геологии КарНЦ РАН являются:
1. Строение, состав, условия формирования, эволюция литосферы Фенно-скандинавского щита и глобальные корреляции докембрия;
2. Минерагения Карелии. Комплексные технологии: шунгиты, промышленные минералы;
3. Неотектоника, сейсмичность, геоэкология Северо-Запада России.

Институт геологии — признанный лидер системных и комплексных исследований недр Республики Карелия и соседних регионов. Институт постоянно развивает международное (Финляндия, Норвегия, США) сотрудничество в области геологии от архея до современности. Каждый год сотрудники публикуют свои труды в центральных журналах РАН, за рубежом, в монографиях, авторских изданиях, научных сборниках и т. д. По фундаментальным и прикладным проблемам геологии докембрия и минерагении в стенах Института ежегодно проводятся совещания и геологические экскурсии по территории Карелии.
Сотрудники Института геологии ведут тесное сотрудничество с базовой кафедрой геологии и геофизики горно-геологического факультета Петрозаводского государственного университета, которая была создана по их инициативе в 1998 году. Заведующим кафедрой является нынешний директор Института.

## Структура
В состав Института входят следующие лаборатории:
- Региональной геологии и геодинамики, с 2003 г.;
- Магматизма, палеовулканологии и металлогении, с 2004 г.;
- Петрологии и тектоники, с 1968 г.;
- Геохимии и моделирования природных и техногенных процессов, с 2005 г.;
- Геологии, технологии и экономики минерального сырья, с 2002 г.;
- Генезиса шунгитовых месторождений, с 1962 г.;
- Шунгитов, с 2002 г.;
- Физико-химических исследований наноуглеродных материалов, с 2008 г.;
- Геофизики, с 1964 г.;
- Группа «Региональный петрографический совет по Северо-Западу России», с 2003 г.;
- Аналитическая, с 1961 г.;
- Технологической минералогии и обработки камня, с 1971 г.;
- Геоинформационный центр, с 1994 г.;
- Музей геологии докембрия, с 1961 г.